# Морозовский лесхоз
Морозовский лесхоз (каз. Морозов орманшар) — населённый пункт в Бескарагайском районе Абайской области Казахстана. Входит в состав Ерназарского сельского округа. Находится примерно в 61 км к северу от районного центра, села Бескарагай. Код КАТО — 633651300.

## Население
В 1999 году население населённого пункта составляло 363 человека (171 мужчина и 192 женщины). По данным переписи 2009 года, в населённом пункте проживало 408 человек (205 мужчин и 203 женщины).